# 吕费克 (安德尔省)
吕费克（法語：Ruffec，法語發音：[ʁyfɛk]）是法国安德尔省的一个市镇，位于该省西部，克勒兹河右岸，属于勒布朗区。

## 地理
吕费克（46°37'45"N, 1°10'17"E）面积40.93 平方千米，位于法国中央-卢瓦尔河谷大区安德尔省，该省份为法国中部省份，北起卢瓦-谢尔省，西北接安德尔-卢瓦尔省，西南接维埃纳省，南至克勒兹省和上维埃纳省，东临谢尔省。
与吕费克接壤的市镇（或旧市镇、城区）包括：贝拉布尔、勒布朗、沙莱、锡龙、罗奈。
吕费克的时区为UTC+01:00、UTC+02:00（夏令时）。

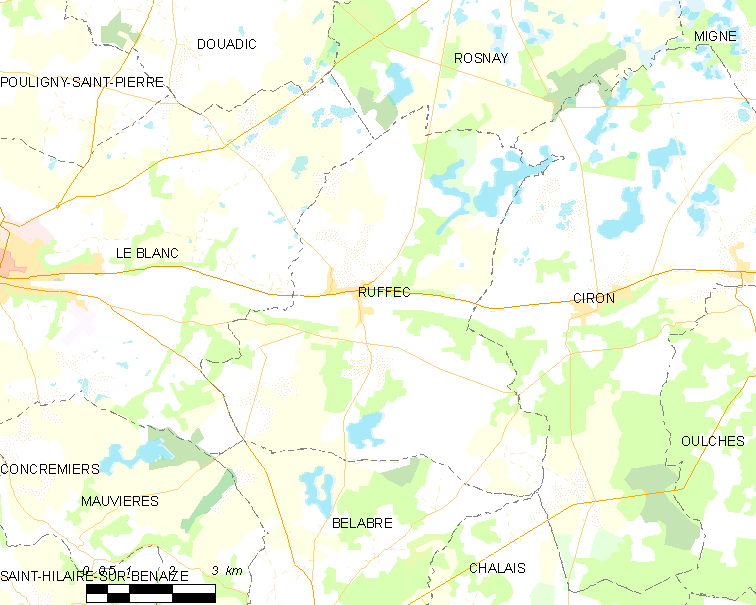
吕费克的OSM定位图

## 行政
吕费克的邮政编码为36300，INSEE市镇编码为36176。

## 政治
吕费克所属的省级选区为勒布朗县。

## 交通
沙托鲁—普瓦捷一线的公路（省道D951线）经过境内。

## 人口

1962-2008年间吕费克人口变化图示

吕费克于2022年1月1日时的人口数量为569人。